# Morownica
Morownica – wieś w Polsce położona w województwie wielkopolskim, w powiecie kościańskim, w gminie Śmigiel.

## Historia
Wieś pierwotnie związana była z Wielkopolską. Ma metrykę średniowieczną i istnieje co najmniej od końca XIII wieku. Wymieniona w dokumencie zapisanym po łacinie z 1296 Morofnicza, 1409 Morounicza, 1420 Morawnicza, 1503 Morownyce.
Miejscowość należała początkowo do opola przemęckiego reliktu lokalnej wspólnoty rodowo-terytorialnej, która w średniowieczu stała sią podokręgiem kasztealni. W 1409 i 1417 wieś Morownicę odnotowano w granicach opolu z siedzibą w Przemęcie. Potem była to własność kościelna, należąca do biskupów poznańskich, a następnie należała do lokalnej szlachty wielkopolskiej z rodu Karśnickich. W 1495  miejscowość należała do powiatu kościańskiego Korony Królestwa Polskiego. W 1497 należała do parafii Śmigiel.
Według pierwszego znanego zapisu o wsi datowanego na rok 1296 biskup poznański Jan Gerbicz powierzył swemu służebnikowi zwanemu Dal wieś biskupstwa zwanego Morownica dla lokowania jej na prawie niemieckim. Sołtys otrzymał co siódmy łan flamandzki wolny wraz z młynem zbudowanym w tej wsi, karczmę, kuźnię, piekarnię, warsztat szewski i jatkę rzeźniczą, a wszytko swobodnie, bez żadnych opłat na rzecz pana. Sołtysowi przysługiwała także 1/3 dochodów sądowych, grunty nie nadające się do orki, jakie nie wejdą do wymiaru łanów, prawo polowania na zające i kuropatwy w obrębie wsi. Po 4 latach wolnizny miejscowi wieśniacy powinni płacić biskupowi poznańskiemu tytułem czynszu wraz z dziesięciną oraz kanonikowi Włostowi, do którego należy dziesięcina z Morownicy w wysokości jednego małdratu zboża, tzn. po 4 ćwiertnie pszenicy, żyta i owsa oraz po jednym wiardunku srebra.
W 1409 Małgorzata wdowa po Gunterze Pradlu, w procesie o długi zmarłego męża została przez sąd zachowana przy swojej oprawie wdowiej, którą na dziedzinie Morownica zapisał jej mąż.
W dokumence sądowym z 1409 znajduje się zapis, że Koszanowo oraz Morownica miały zapłacić kary dziedzicom Kotusza za nie stawienie się na zebranie opola przemęckiego. W 1417 Morownica oraz inne wsie opola przemęckiego miały zapłacić karę po jednej grzywnie sądowi oraz jedną grzywnę Przybysławowi Gryżyńskiemu.
W 1420 odbył się przed sądem ziemskim proces o granice między Morownicą oraz Sikorzynem pomiędzy Nikielem Ramszem Koszanowskim oraz Nikielem Sikorzyńskim. Koszanowski zaprzysiągł, że wskazał prawdziwą granicę. W 1444 usypano 44 kopce graniczne pomiędzy Morownicą, a Bronikowem. W latach 1464–1495 jako właściciel we wsi odnotowany został Dobrogost Karśnicki. W 1464 toczył on proces z Janem Bronikowskim o granice Morownicy. W 1471 zapisał swojej żonie Annie po 300 grzywien szer. groszy posagu oraz wiana na Karśnicach z folwarkiem oraz na połowie Morownicy wraz z folwarkiem. W 1495 Dobrogost Karśnicki dziedzic Morownicy zapisał Piotrowi plebanowi w Charbielinie oraz altaryście kościoła w Grodzisku Wielkopolskim oraz jego następcom na altarii 5 grzywien czynszu rocznego na Morownicy.
W końcu XV wieku odnotowano we wsi incydent z czarownicą. W 1497 przed sąd oficjała pozwana została Jadwiga czarownica z Morownicy w celu odpowiedzi na zarzuty instygatora, jednak ostatecznie nie stanęła ona przed sądem. W 1509 imiennie odnotowani zostali kmiecie mieszkający we wsi: Marcin Sołecki, Mateusz Tuchowski oraz wdowa zwana Kabatka, każde z nich gospodarujące na jednym łanie.
W latach 1503–1510 jako właściciela odnotowano Jana Karśnickiego. W 1503 sprzedał on z zastrzeżeniem prawa wykupu wikariuszom katedry poznańskiej 3 grzywny czynszu rocznego na wsiach Karśnice, Morownica i Księginki za 36 grzywien szer. półgroszy. W 1509 Jan Karśnicki sprzedał z zastrzeżeniem prawa wykupu Janowi Niemierzyckiemu sołectwo i 3 łany osiadłe w Morownicy za 100 grzywien. W 1548 bracia Piotr i Jan Karśniccy dokonali podziału między siebie Karśnic, Morownicy i Księginek. W 1553 Piotr Karśnicki zapisał swojej żonie Zofii Poświętnej po 550 grzywien posagu oraz wiana na swoich połówkach wsi Karśnice, Morownica oraz Księginki. W 1558 Jan Karśnicki sprzedał z zastrzeżeniem prawa wykupu Bartłomiejowi z Pniew altaryście w Strzelcach, za zgodą swojej żony Anny, 11,5 grzywny czynszu rocznego na całej wsi Morownicy, na połówkach wsi Karśnice i Księginki za 142 grzywien.
W 1580 zmarł Jan Karśnicki, a całość jego majątku odziedziczyła rodzina. W tym roku odnotowano kolejny spór sądowy pomiędzy Janem i Maciejem Karśnickimi synami zmarłego Jana Karśnickiego, a Balcerem, Wojciechem i Maciejem Bronikowskimi o zboże zniszczone w Bronikowie na granicy z Morownicy.
Miejscowość odnotowana została w rejestrach podatkowych. W 1510 w Morownicy odnotowano folwark, 2 łany sołeckie, 5 i 3/4 łanów osiadłych, 6 kwart roli opuszczonej, jedna zagroda opuszczona. W 1530 pobrano podatki od 3 łanów, a także odnotowano pożar, w wyniku którego spłonęły budynki na 3 łanach. W 1563 pobór odbył się od 6 i 3/4 łana. W 1581 Jan Karśnicki zapłacił pobór od 6 i 3/4 łana, 2 zagrodników, owczarza wypasającego 30 owiec, oraz najemnego robotnika od pługa zwanego ratajem.
W wyniku II rozbioru Rzeczypospolitej w 1793, miejscowość przeszła w posiadanie Prus i jak cała Wielkopolska znalazła się w zaborze pruskim. W okresie Wielkiego Księstwa Poznańskiego (1815-1848) miejscowość wzmiankowana jako Marownica (Murownica) należała do wsi większych w ówczesnym pruskim powiecie Kosten rejencji poznańskiej. Marownica należała do okręgu śmigielskiego tego powiatu i stanowiła siedzibę majątku Marownica, który należał wówczas do Hektora Kwileckiego. Według spisu urzędowego z 1837 roku Marownica liczyła 278 mieszkańców, którzy zamieszkiwali 27 dymów (domostw).
W latach 1975–1998 miejscowość administracyjnie należała do województwa leszczyńskiego.